# Infurcitinea longipennis
Infurcitinea longipennis is een vlinder uit de familie Meessiidae. De wetenschappelijke naam van deze soort is voor het voorgesteld door Aleksej Konstantinovitsj Zagoeljaev in een publicatie uit 1979.
De soort komt voor in Georgië.